# Баженовы
Баже́новы — русский дворянский род.
В Боярской книге за 1676—1678 года отмечен дьяк Марк Баженов и дьяк Баженов (без имени).
Егор Баженов в службу вступил в 1753 году. 5 Декабря 1785 произведён коллежским асессором, и находясь в сём чине, 25 Апреля 1796 г. пожалован на дворянское достоинство Дипломом, с коего копия хранится в Герольдии.

## Описание герба
В червлёном поле золотая левая перевязь между двумя чёрными крыльями, обременённая двумя муравьями натурального цвета.
Щит увенчан обыкновенным дворянским шлемом со страусовыми перьями. Намёт червлёный, подложен золотом. Герб Баженова внесён в Часть 1 Общего гербовника дворянских родов Всероссийской империи, стр. 149.